# Ціано-П'ячентіно
Ціано-П'ячентіно (італ. Ziano Piacentino) — муніципалітет в Італії, у регіоні Емілія-Романья,  провінція П'яченца.
Ціано-П'ячентіно розташоване на відстані близько 430 км на північний захід від Рима, 165 км на захід від Болоньї, 25 км на захід від П'яченци.
Населення — 2576 осіб (2014).
Щорічний фестиваль відбувається 25 січня. Покровитель — святий Павло.

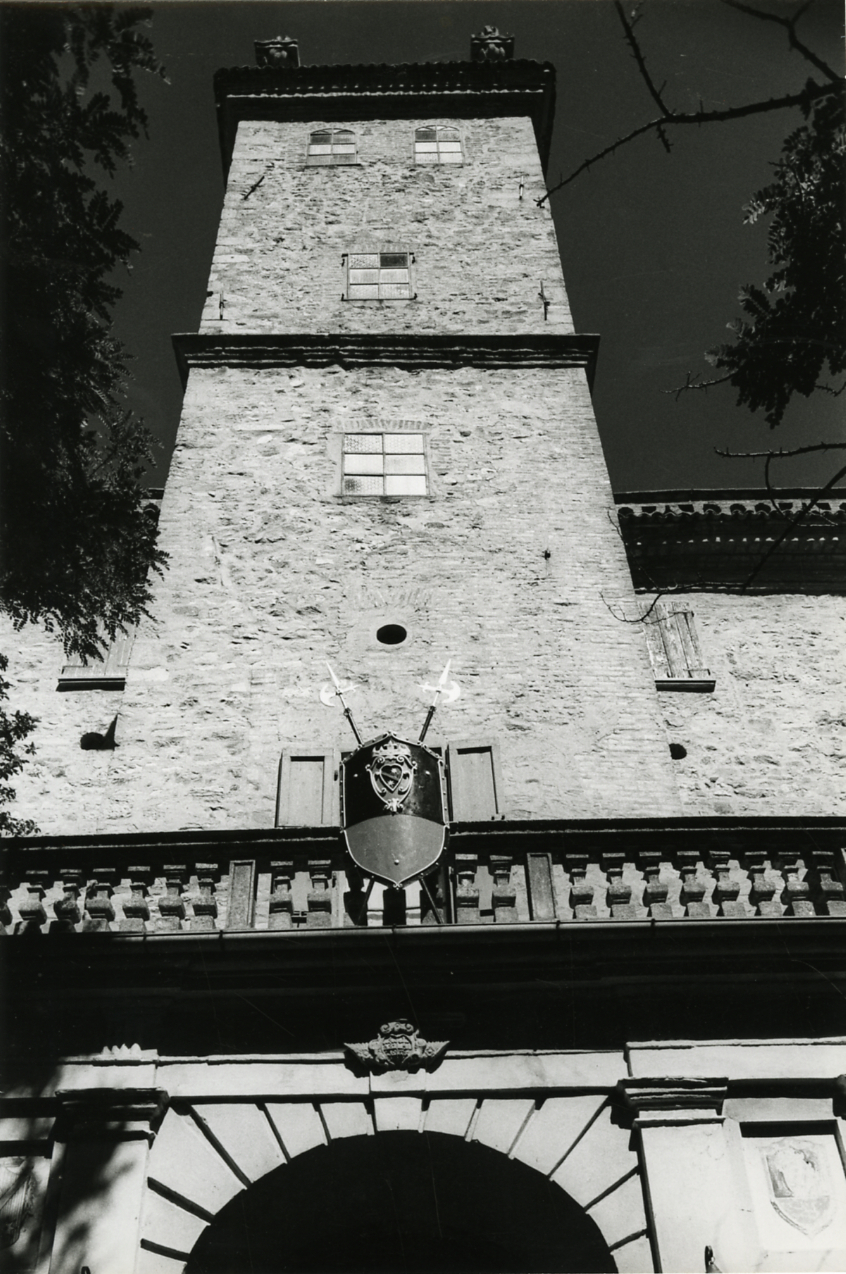
Паоло Монті, 1981

## Демографія
Населення за роками:

Станом на 1 січня 2023 року в муніципалітеті офіційно проживали 304 іноземці з 32 країн, серед них 154 громадяни країн Євросоюзу та 18 громадян України.

## Сусідні муніципалітети
- Боргоново-Валь-Тідоне
- Кастель-Сан-Джованні
- Нібб'яно
- Ровескала
- Санта-Марія-делла-Верса